# Mesobola brevianalis
Mesobola brevianalis är en fiskart som först beskrevs av Boulenger, 1908.  Mesobola brevianalis ingår i släktet Mesobola och familjen karpfiskar. IUCN kategoriserar arten globalt som livskraftig. Inga underarter finns listade i Catalogue of Life.